# Súlovce
Súlovce este o comună slovacă, aflată în districtul Topoľčany din regiunea Nitra. Localitatea se află la altitudinea de 230 m deasupra n.m., se întinde pe o suprafață de 12,64 km2 și în 2017 număra 500 de locuitori.

## Istoric
Localitatea Súlovce este atestată documentar din 1244.

## Demografie
| An:                | 1994 | 2004   | 2014   | 2024    |
| ------------------ | ---- | ------ | ------ | ------- |
| Număr de persoane: | 502  | 502    | 479    | 541     |
| Diferență:         |      | +1,42% | −4,58% | +12,94% |

| An:                | 2023 | 2024   |
| ------------------ | ---- | ------ |
| Număr de persoane: | 537  | 541    |
| Diferență:         |      | +0,74% |